# Асмикян, Сурен Гургенович
Сурен Гургенович Асмикян (род. 19 марта 1935, Ереван) — армянский советский кинокритик и киновед, преподаватель. Кандидат искусствоведения (1971), Заслуженный деятель искусств Армянской ССР (1987).

## Биография
Родился 19 марта 1935 года в Ереване. Внук народной артистки Армянской ССР Татьяны Акопян.
В 1957 году окончил Ереванский государственный университет.
В 1971 году защитил в Институте истории искусств, Москва, диссертрацию на тему «Современное армянское киноискусство» получив степень кандидата искусствоведения. Член КПСС с 1973 года.
В 1962—1982 годах работал редактором на киностудии «Арменфильм»; с 1971 года — главный редактор Госкино Армянской ССР.
С 1975 года на преподавательской работе в Ереванском художественно-театральном институте, Ереванском педагогическом институте.
С 1981 года — педагог Ереванского института театра и кино, в 1994-2004 годах — заведующий кафедрой истории и теории искусства.
С 1989 года — председатель Союза кинокритиков Армении.
В 2006 году награждён Медалью имени М. Хоренаци.

## Сочинения
Печатается с 1957 года. Автор статей и книг по истории, теории и проблемам армянского кино, в том числе:
- Армянская кинематография: Очерк к 60-летию Великого Октября. — Ереван, 1977. — 48 с.
- Тесный кадр / С. Г. Асмикян. — Ереван: Анаит, 1992. — 219 с. — стр. 198
- Остров спасения: эстетические параметры киноискусства / С. Г. Асмикян. — Ереван: Мива-пресс, 2003. — 152 с.